# Andrée Marly
Pour les articles homonymes, voir Marly.
Andrée Jeanne Marcelle Pitolet, dite Andrée Marly (née le 1er février 1885 à Paris et morte le 27 mai 1920 dans la même ville), est une actrice française, de théâtre et de cinéma de la période du cinéma muet.
Andrée Marly était l'épouse de l'acteur Georges Coquet.

## Biographie
Andrée Marly commence sa carrière comme comédienne au théâtre. Élève de Georges Coquet, qu'elle épousera plus tard, elle joue à ses côtés dans des petites pièces en un acte, comme Un Petit Trou pas cher d'Yves Mirande, à la Comédie-Royale.
En 1909, elle entame une carrière cinématographique qui sera courte mais intense dans les années 1909-1918, jouant principalement dans de courtes comédies et drames pour Pathé Frères, souvent en compagnie de son mari. Au total, elle tourne dans une trentaine de films, avec des réalisateurs comme Albert Capellani, Michel Carré, Georges Denola, Georges Monca, Camille de Morlhon, Louis Feuillade ou Jean Kemm.
Andrée Marly meurt très jeune — à l'âge de 35 ans — d'une péritonite pendant les représentations de La Belle du Far-West, qu'elle dut interrompre quelques jours avant sa mort. 

## Créations au théâtre
- 1920 : Princesse Carnaval, opérette en 3 actes, musique de Henri Hirschmann, livret de Maurice Desvallières et Paul Moncousin, créée à L'Apollo  le 24 janvier 1920
- 1920 : La Belle du Far-West, opérette en 3 actes, musique de Germaine Raynal, livret de Maurice de Marsan et Pierre Maudru, créée à L'Apollo le 23 avril 1920

## Filmographie partielle
- 1909 : Dans l'Hellade de Charles Delacroix
- 1909 : Aloÿse et le Ménestrel de Charles Torquet
- 1909 : Ordre du roy de Michel Carré
- 1909 : Fourberie conjugale (réalisateur non identifié)
- 1909 : La Jeunesse de Vidocq (ou Comment on devient policier) de Georges Denola et Gérard Bourgeois
- 1909 : Les Petits Pieds de Berthe de Georges Denola
- 1909 : L'Inspecteur des becs-de-gaz de René Chavance
- 1910 : Rigadin cherche un engagement (ou L'engagement de Rigadin)  de Georges Monca
- 1910 : Le Jupon de la voisine ou Le Monsieur au pourboire de Georges Monca
- 1910 : Le Truc infaillible (réalisateur non identifié)
- 1910 : L'Évasion de Vidocq  de Georges Denola
- 1910 : Acte de probité (réalisateur non identifié)
- 1910 : Deux Vieux Garçons  de Michel Carré
- 1910 : La Faute du notaire de Georges Denola
- 1910 : Mannequin par amour de Georges Monca
- 1910 : Le Mariage du favori de Camille de Morlhon
- 1911 : L'Héritage manqué (Rigadin hérite) de Georges Monca
- 1911 : L'Ombrelle de Georges Monca
- 1911 : Rigadin tzigane de Georges Monca
- 1911 : Rigadin a l'âme sensible de Georges Monca
- 1911 : Rigadin a perdu son monocle de Georges Monca
- 1911 : Amour de page de Georges Denola
- 1911 : La Mauvaise Intention (ou L'Image) d'Albert Capellani
- 1911 : La Doctoresse (Rigadin et la Doctoresse) de Georges Monca
- 1911 : Le Prix de vertu d'Albert Capellani
- 1911 : La Suggestion du baiser (ou L'Envie d'embrasser) de Georges Monca
- 1911 : Le Vieux Comédien (ou Le dernier rôle) de Michel Carré
- 1911 : Le Truc de Rigadin de Georges Monca
- 1911 : Péché de jeunesse (Le Roman d'un jour) d'Albert Capellani
- 1911 : Le Meilleur Ami de Rigadin de Georges Monca
- 1911 : Rigadin ne sortira pas (Rigadin ne peut pas sortir) de Georges Monca
- 1911 : Vidocq de Gérard Bourgeois
- 1911 : Le Mort vivant de Michel Carré
- 1911 : L'Envieuse (ou Le Vol) d'Albert Capellani
- 1911 : Le Mariage aux épingles de Georges Monca
- 1911 : L'Art de payer ses dettes de Georges Monca
- 1911 : Rigadin fait de la contrebande de Georges Monca
- 1911 : Rigadin se trompe de fiancée de Georges Monca
- 1911 : Les Aventures de John Ping de Georges Monca
- 1911 : Vingt Marches de trop de Georges Monca
- 1911 : Malade par amour (réalisateur inconnu)
- 1911 : Pour parier aux courses (ou Un heureux tuyau) de Georges Monca
- 1912 : Serment de fumeur de Camille de Morlhon
- 1912 : Un mariage sous Louis XV de Camille de Morlhon
- 1912 : Le Vase brisé (réalisateur inconnu)
- 1912 : Suicide par amour (réalisateur inconnu)
- 1912 : Pour payer sa modiste (réalisateur inconnu)
- 1912 : Une idylle à l'orchestre (réalisateur inconnu)
- 1912 : Pour sauver Madame (réalisateur inconnu)
- 1912 : Le Collier de la danseuse de René Leprince
- 1912 : L'Enlèvement en hydroaéroplane (Un enlèvement en hydroaéroplane) de Max Linder
- 1912 : À la française (réalisateur inconnu)
- 1912 : Tire au flanc réalisé par Georges Lordier
- 1913 : Les Somnambules de Louis Feuillade
- 1913 : Joséphine veut faire du patinage (réalisateur inconnu)
- 1913 : Coquette policière (réalisateur inconnu)
- 1916 : Madeleine de Jean Kemm
- 1918 : On demande un modèle (Anana cherche un modèle) (réalisateur inconnu)